# Mosquée du Chah
Pour les articles homonymes, voir Shah (homonymie).
La mosquée du Chah (en persan : ﻣﺴﺠﺪ ﺷﺎﻩ, Masjed-e Shāh) est un édifice religieux situé à Ispahan, construite pour le souverain safavide Chah Abbas Ier entre 1612 et 1630. Son architecte principal est Ali Akbar Isfahani. Après la révolution islamique de 1979, le bâtiment est également nommé Mosquée de l'Imam, en référence à Rouhollah Khomeini.

## Plan

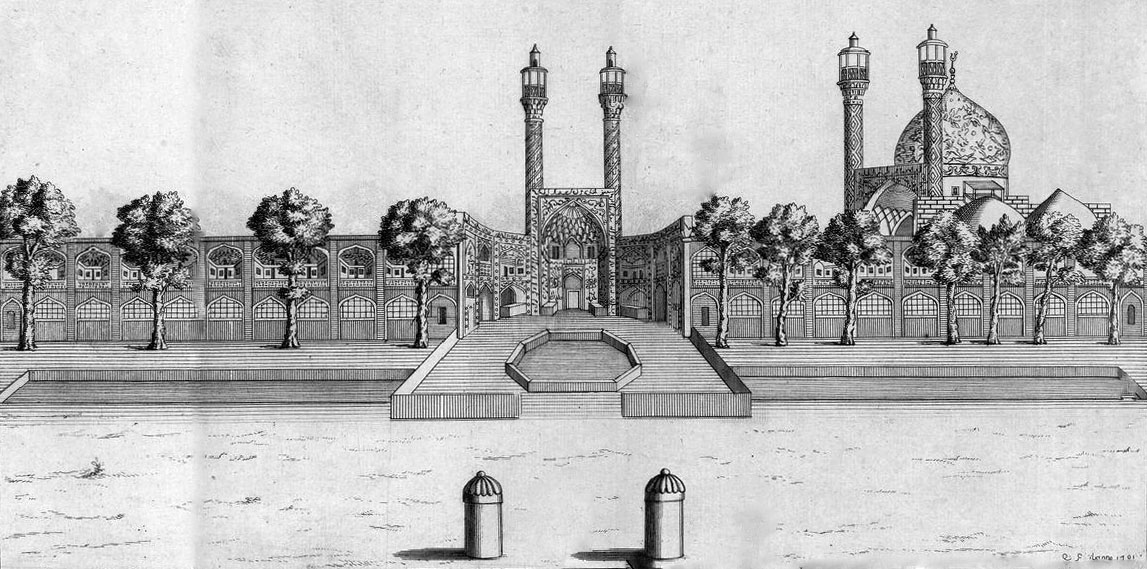
Mosquée du Chah vue par Jean Chardin au cours de son voyage en Perse entre 1673 et 1677.

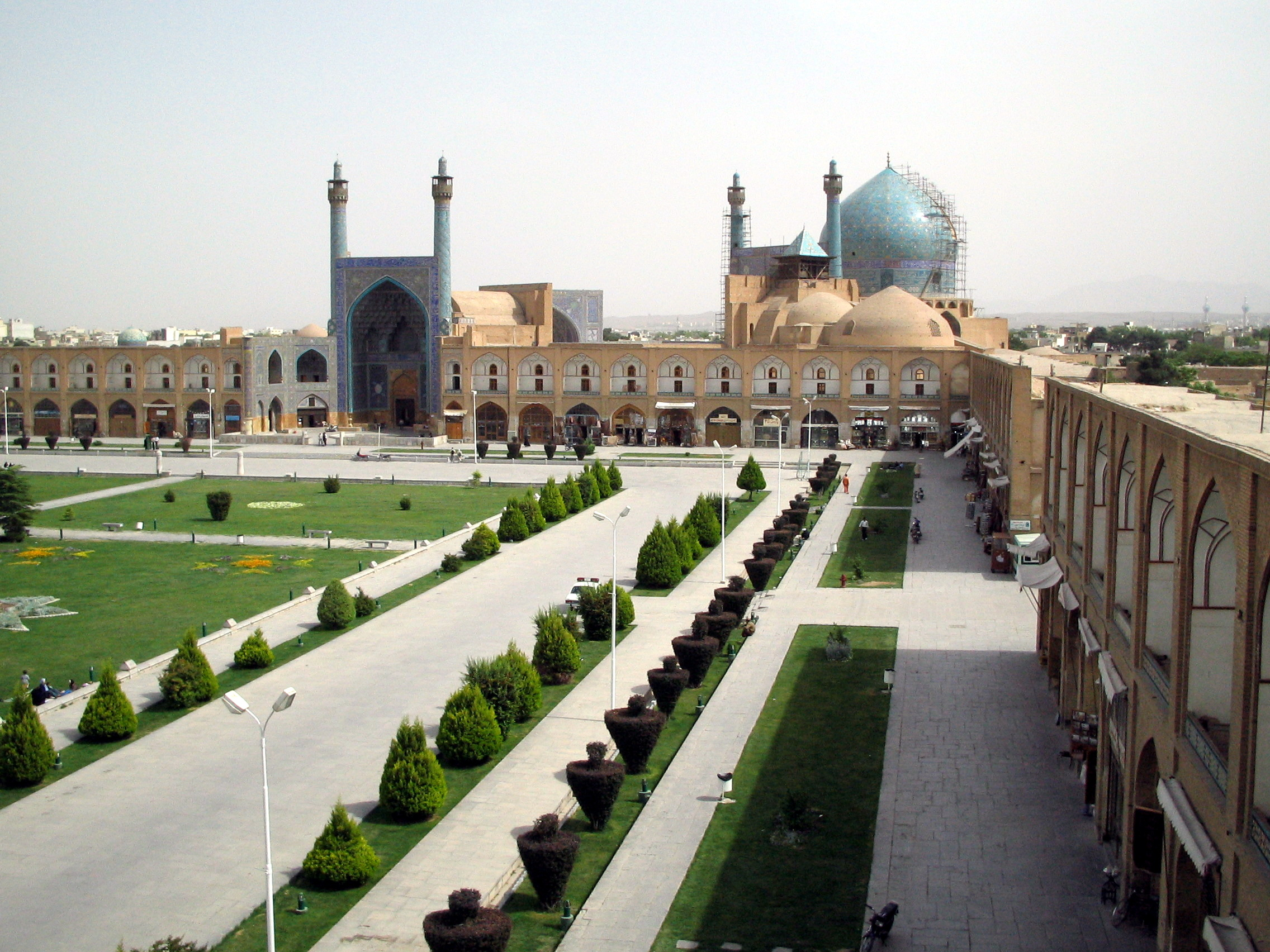
La mosquée du Chah vue depuis le balcon du Palais Ali Qapu.

La mosquée du Chah est bâtie sur le plan type iranien, à quatre iwans autour d'une cour, dont le principal mène à une salle sous coupole servant de salle de prière. À la verticale du centre de la grande coupole se trouve au sol, une dalle noire. Si vous vous trouvez sur cette dalle, tout ce que vous dites est répété sept fois (vous entendez très nettement sept fois l'écho).[réf. nécessaire] À côté de la grand salle à coupole se trouvent plusieurs petites salles sous coupoles dites « salles de prière d'hiver ». Deux madrasas à cour et deux iwan se trouvent sur les côtés. On note une grande symétrie.
Le portail de la mosquée, comme dans toute mosquée iranienne est un pishtak, c’est-à-dire un grand arc en saillie. Il est assez profond, entouré de deux minarets, comme l'iwan principal de la cour. Afin de s'intégrer dans le programme urbanistique de Chah Abbas, il est aligné sur le maydān (la Place Naghsh-e Jahan ou place de l'imam Khomeiny), l'immense place construite à la même époque qui est aussi entourée sur ses 3 autres côtés par le palais d'Ali Qapu, la mosquée du Cheikh Lotfallah et l'entrée du bazar. Cet alignement du portail sur l'axe de la place, alors que le reste de la mosquée est dirigée vers la Mecque induit un non alignement de perspective entre le portail et le bâtiment, caractéristique de cet édifice.

## Décor

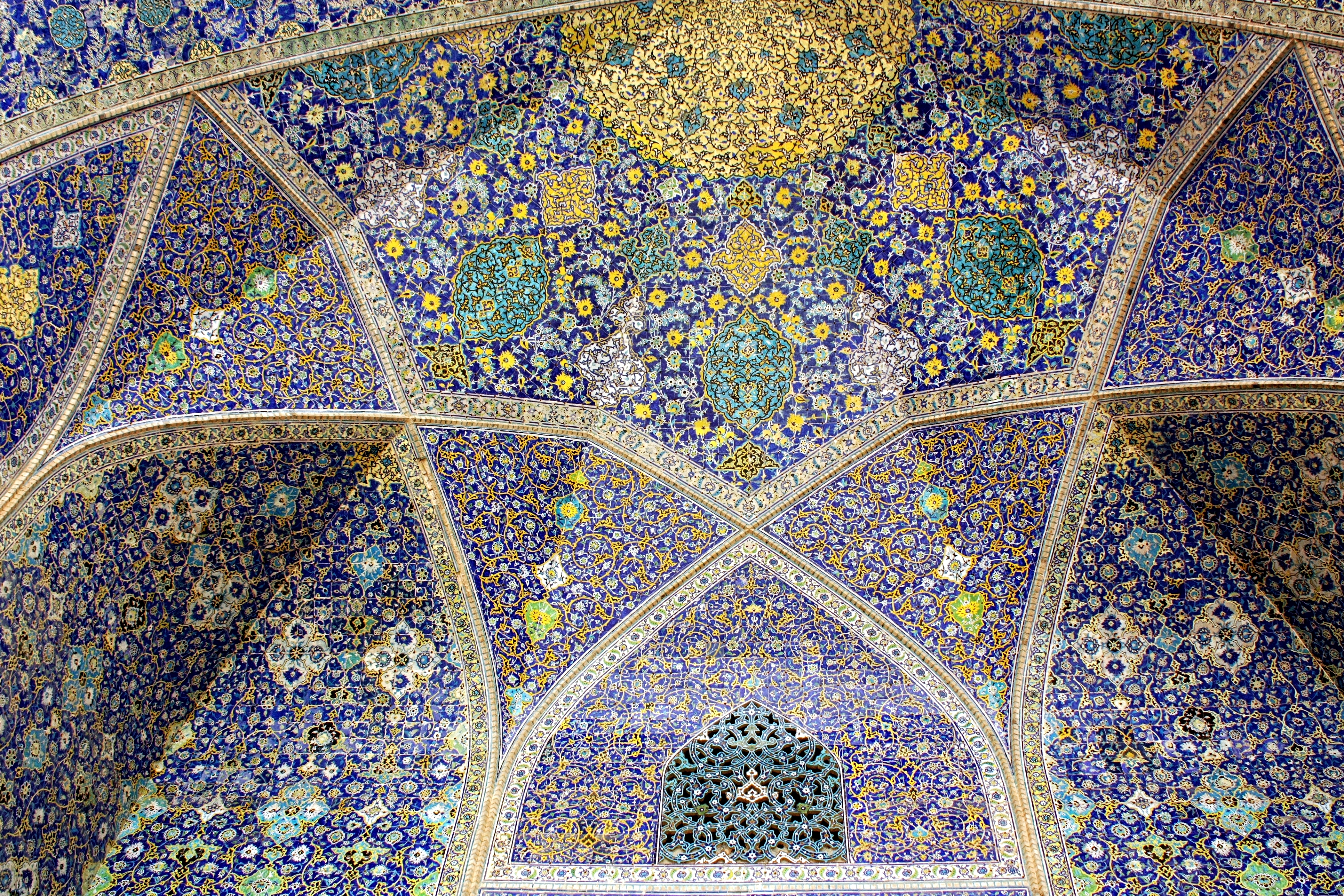

Le décor de la mosquée est réalisé en céramique, selon différentes techniques : la mosaïque de céramique, reprise de la période timouride, la cuerda seca, le haft-rang... On note souvent que le décor est plutôt négligé sur les parties peu visibles, mais très fin sur le dôme ou les façades d'iwans. La couleur dominante est le bleu, mais des couleurs comme le jaune et le vert sont assez caractéristiques de l'époque.

## Galerie

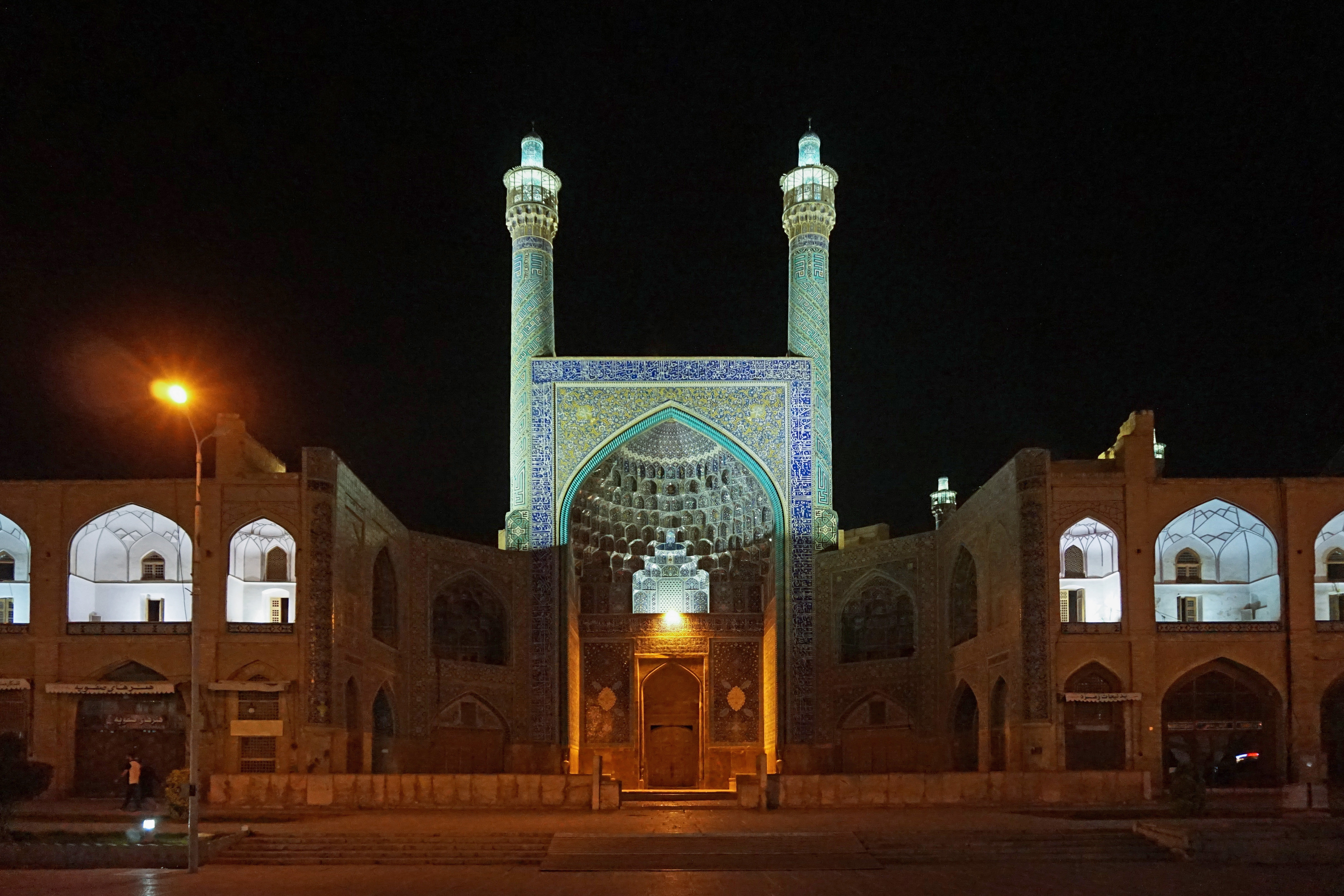
La mosquée de nuit
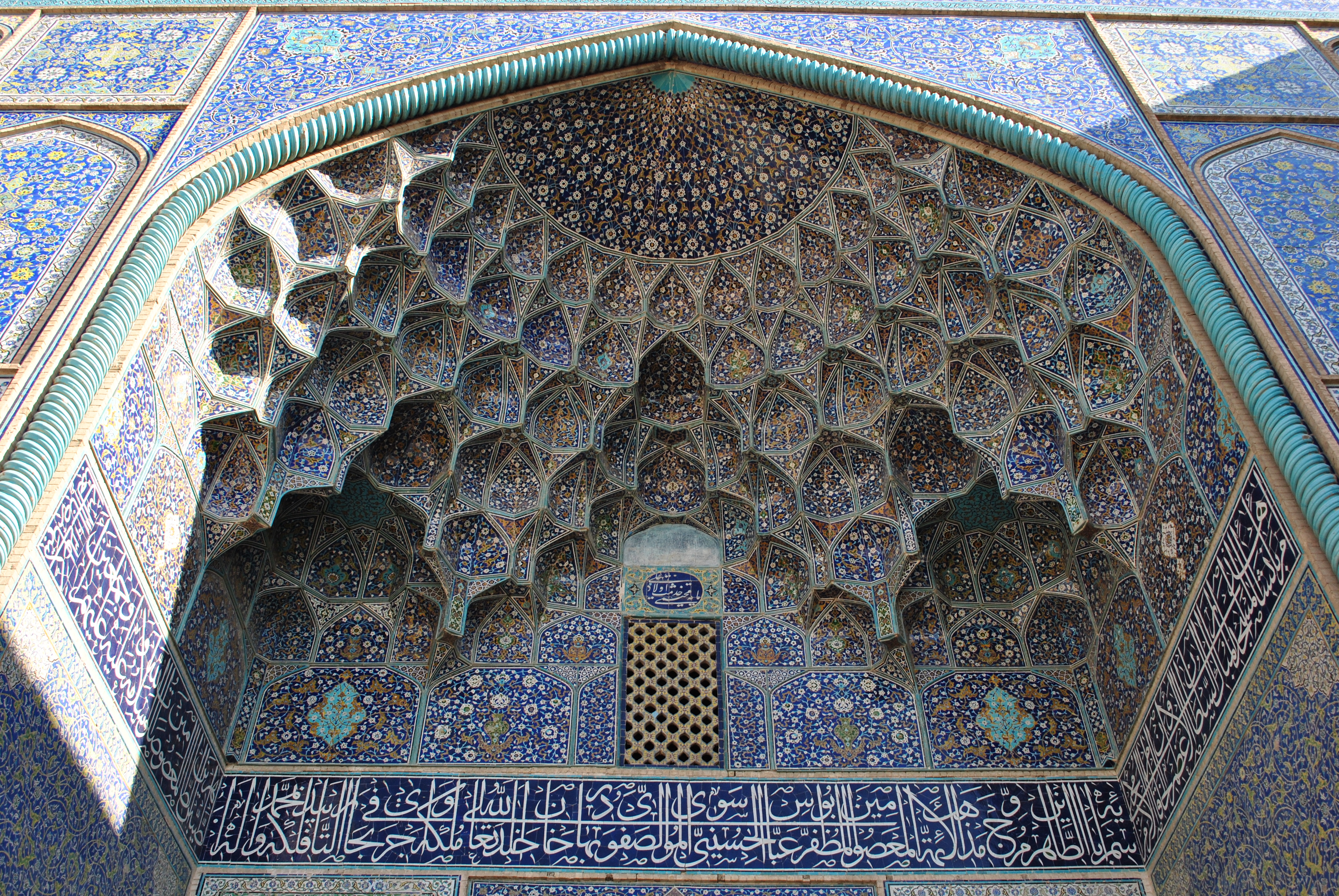
Façade de l'arcade d'entrée
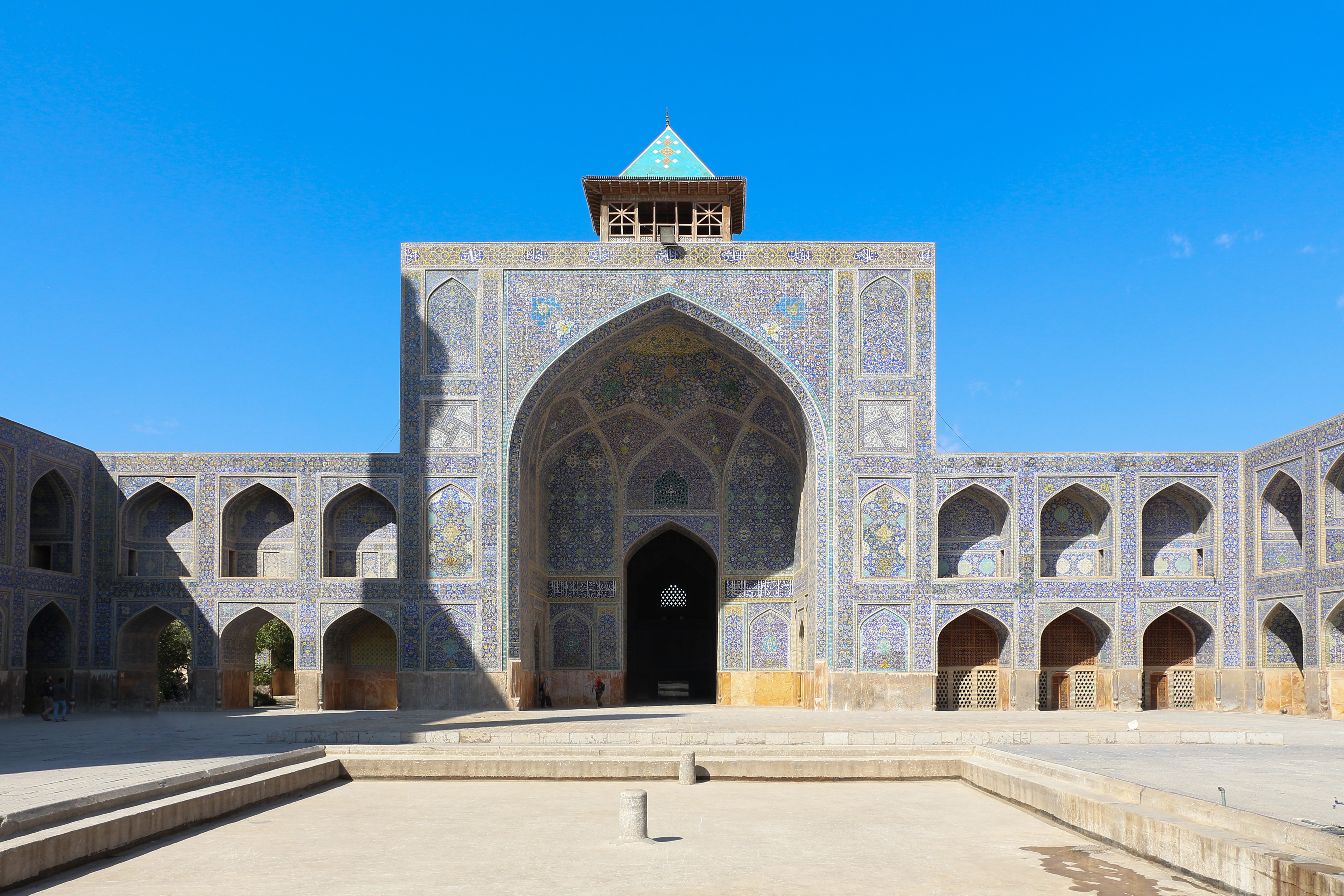
Cour intérieure
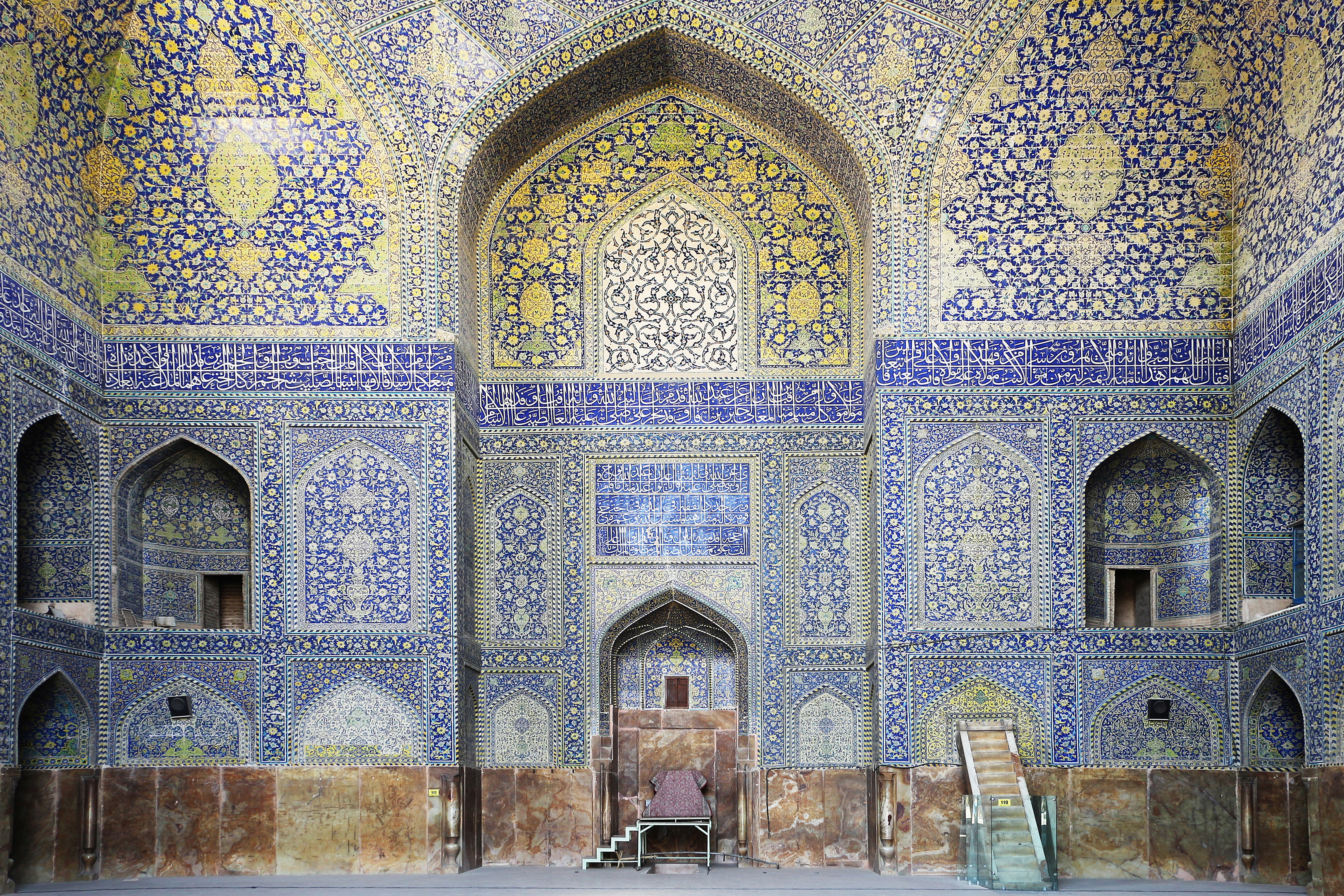
Décoration intérieure
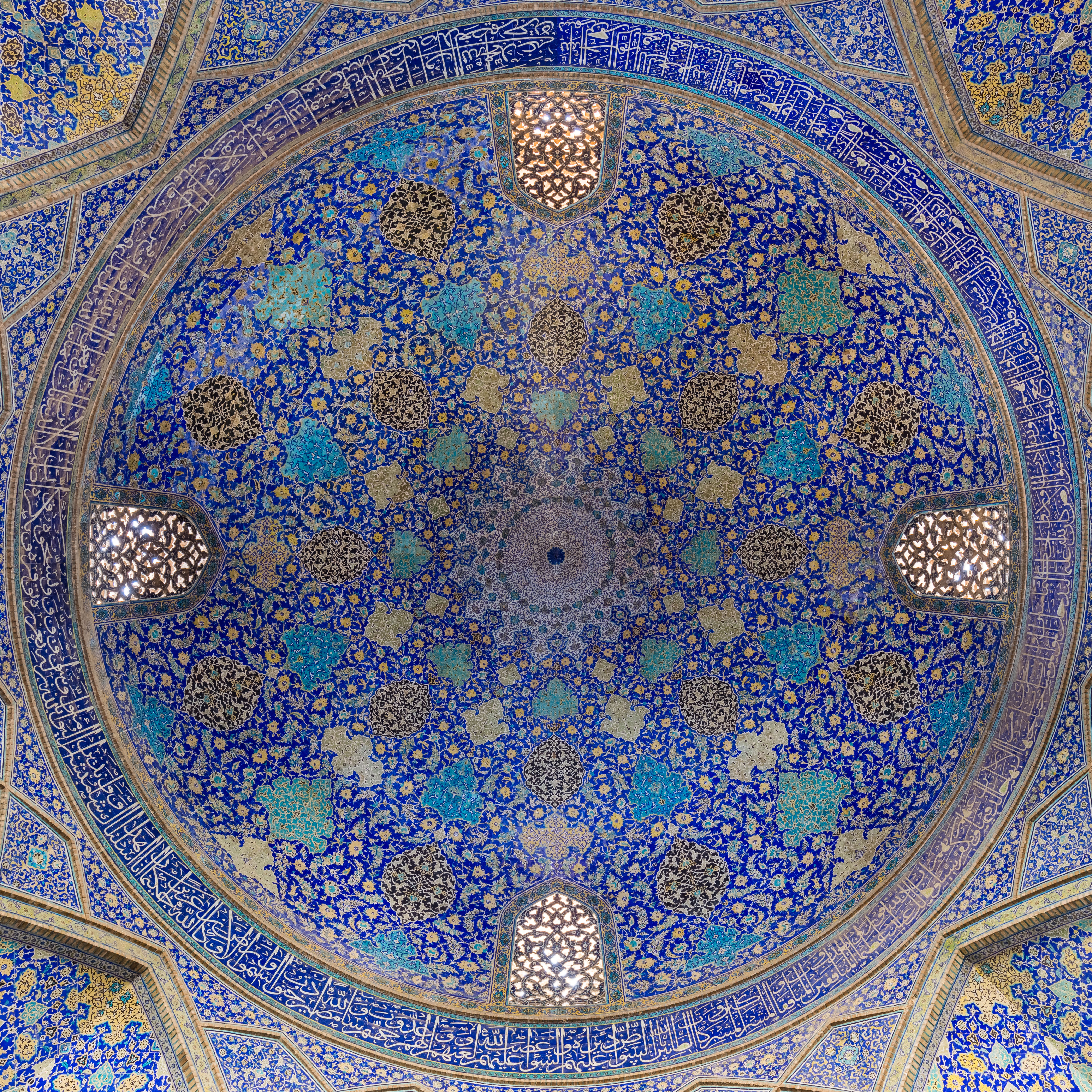
Vue intérieure du dôme
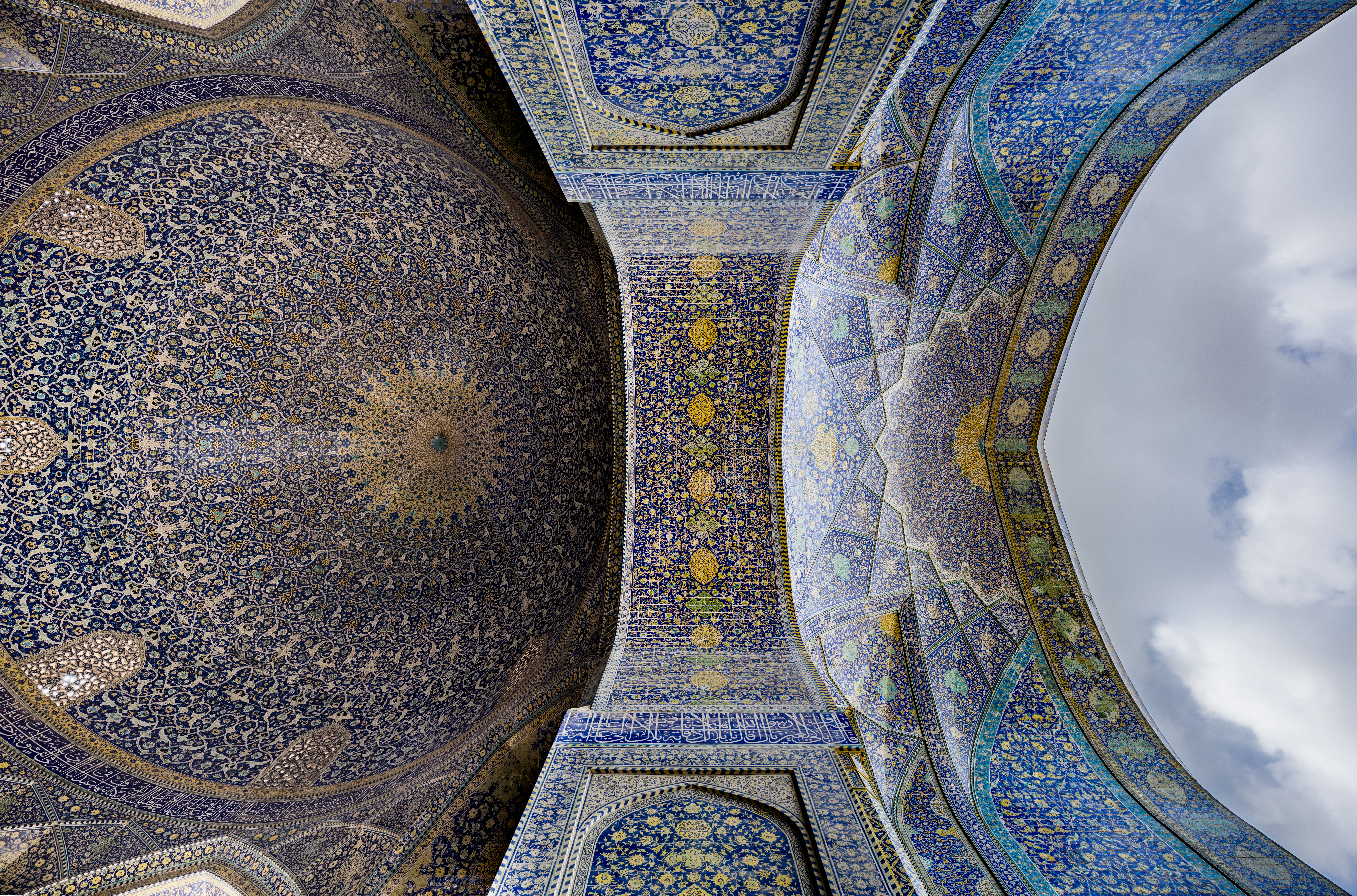
Vue intérieure
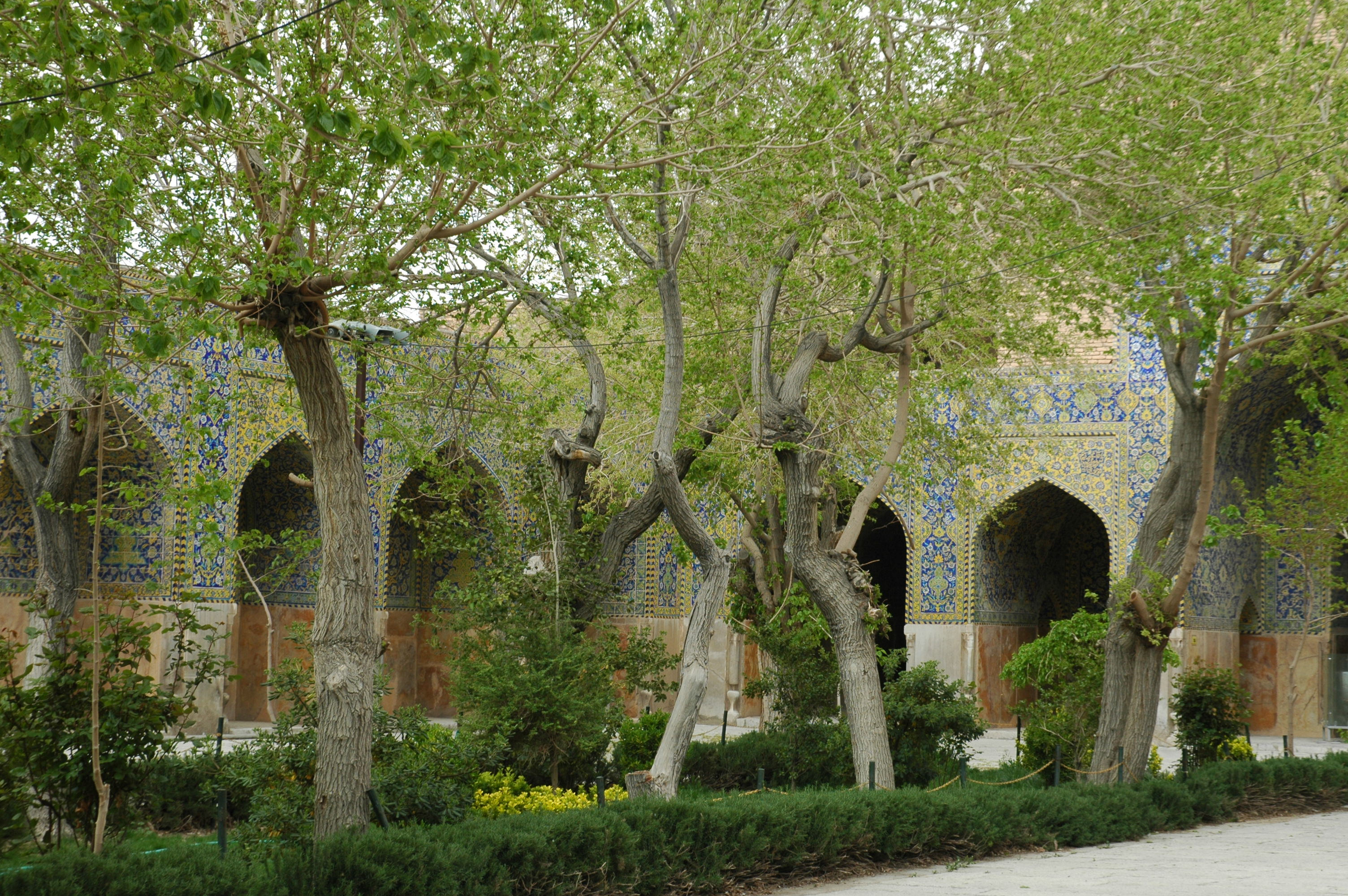
Jardins intérieurs
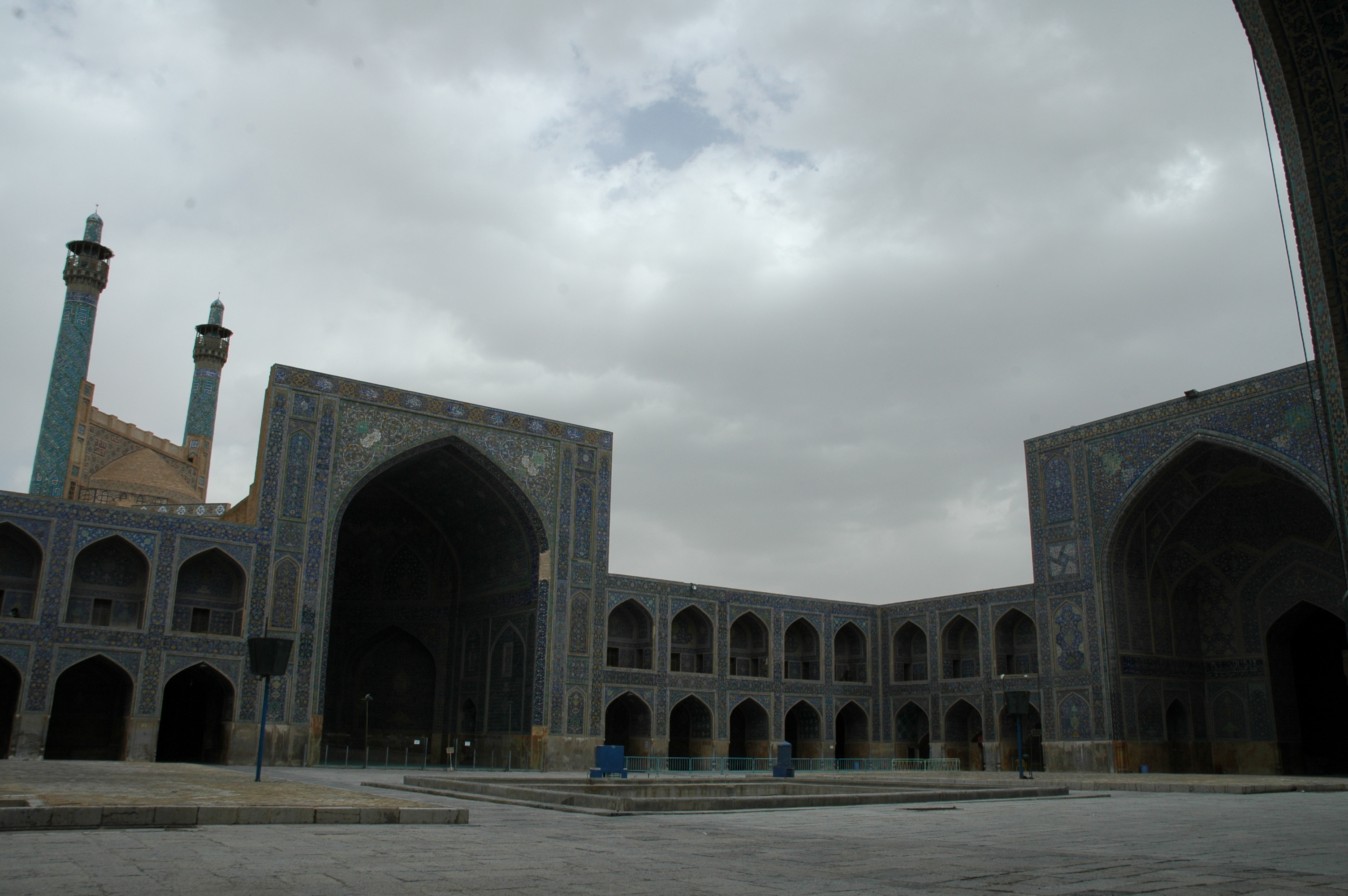
Les grands espaces de la Mosquée
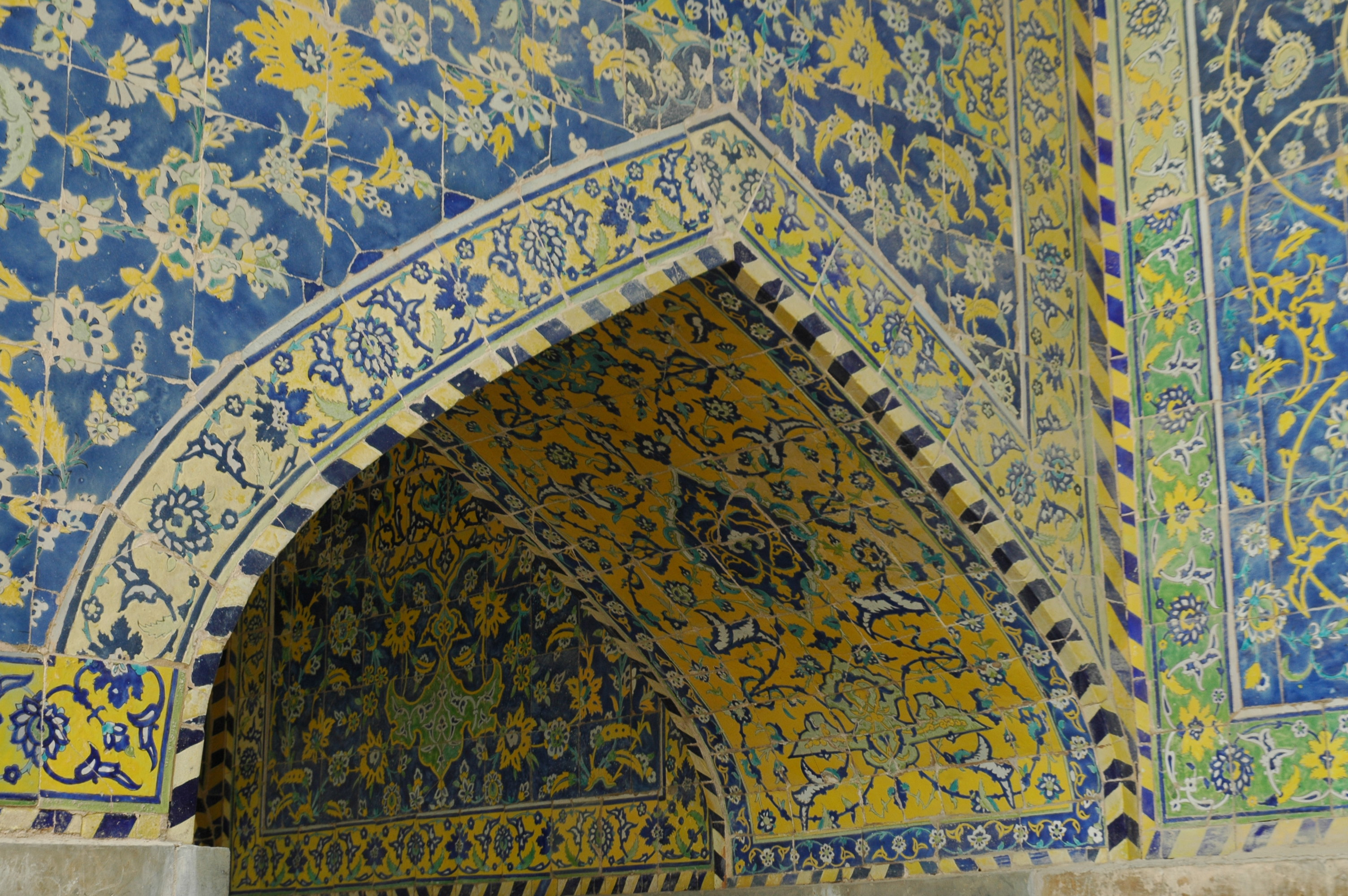
Détail des décorations
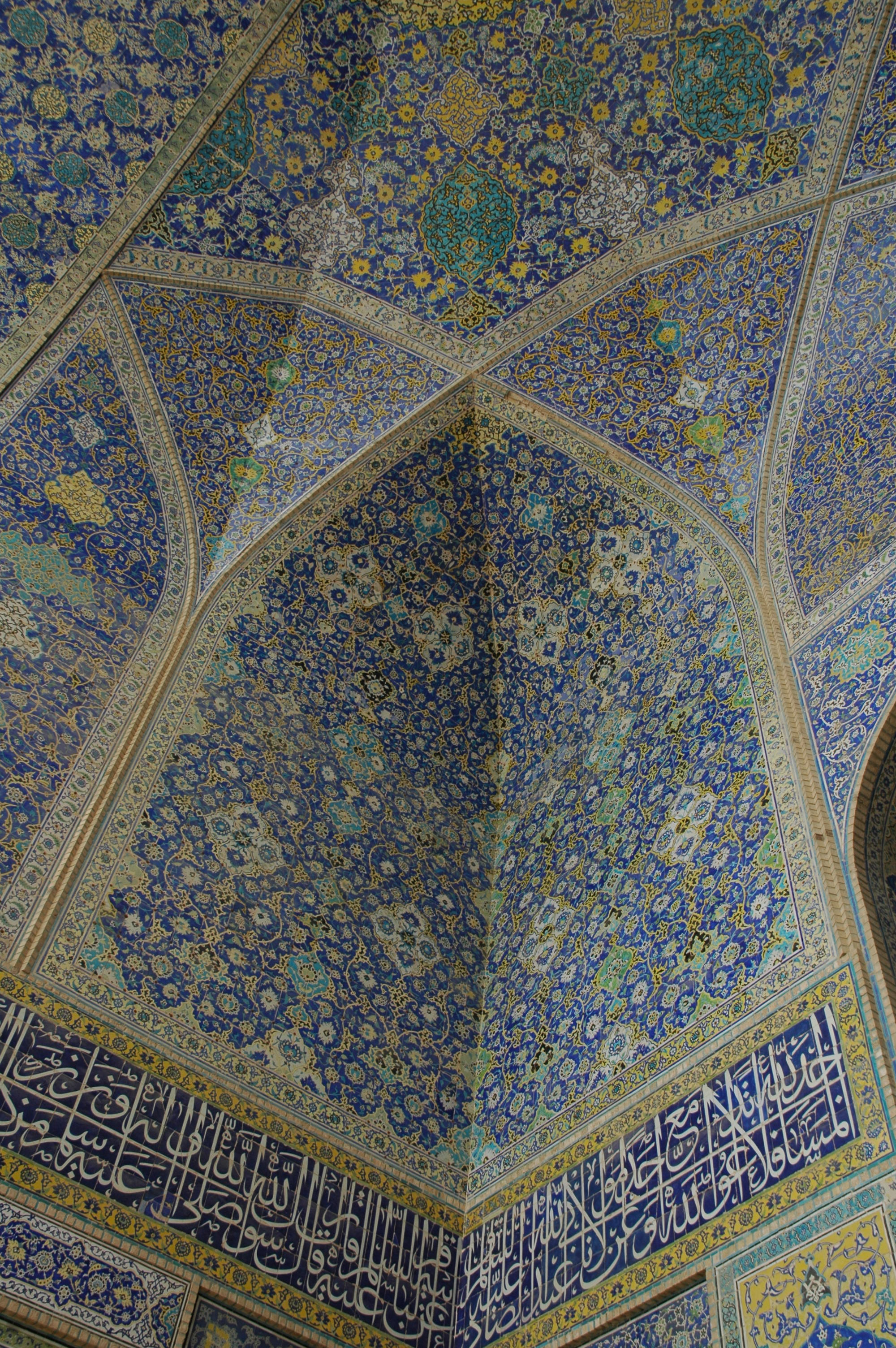
Les couleurs de l'intérieur
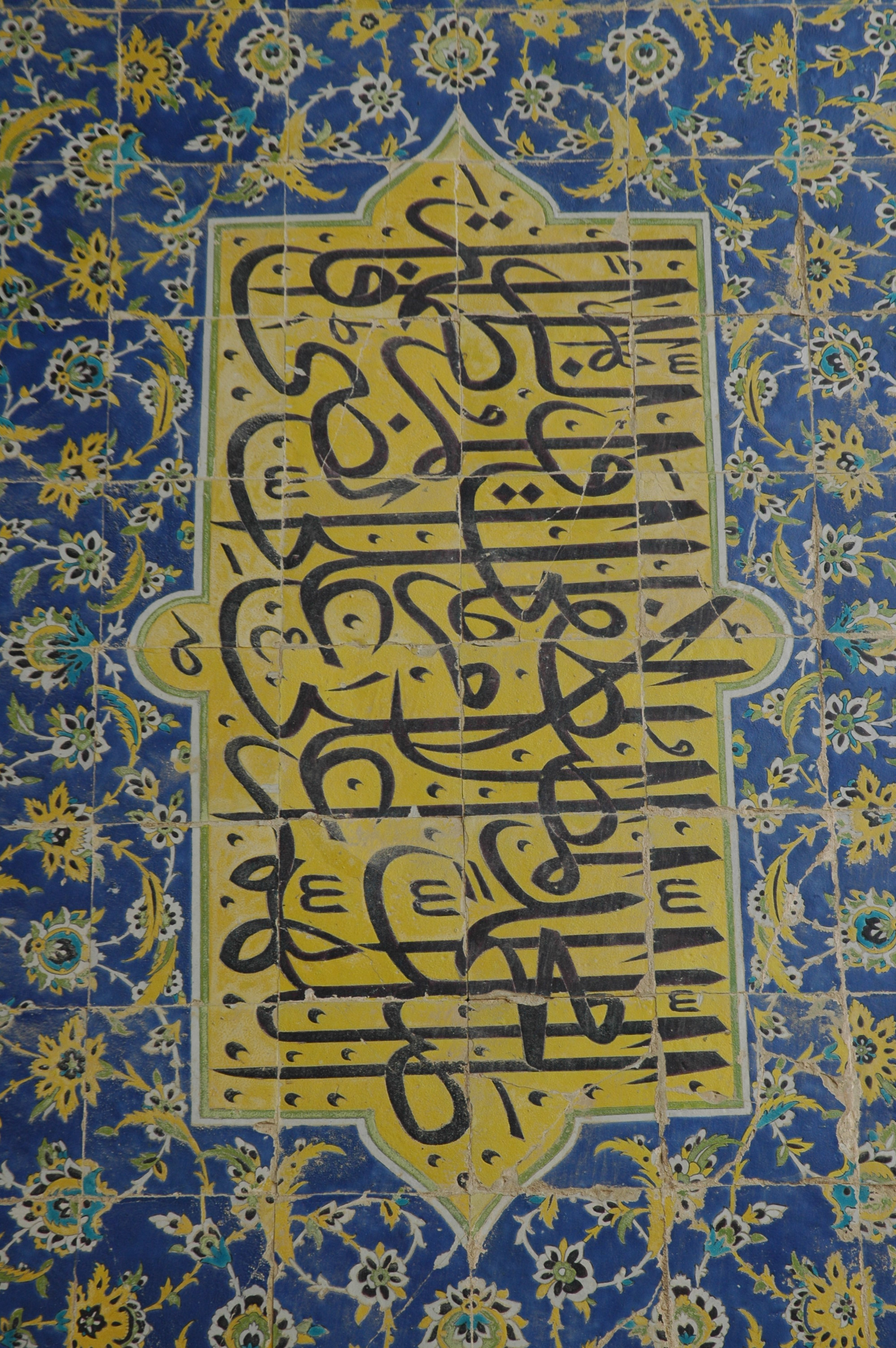
Une particulière inscription